# GTF2H2C 2
GTF2H2C_2 (англ. GTF2H2 family member C) – білок, який кодується однойменним геном, розташованим у людей на 5-й хромосомі. Довжина поліпептидного ланцюга білка становить 395 амінокислот, а молекулярна маса — 44 452.
| 10         |  | 20         |  | 30         |  | 40         |  | 50         |
| ---------- |  | ---------- |  | ---------- |  | ---------- |  | ---------- |
| MDEEPERTKR |  | WEGGYERTWE |  | ILKEDESGSL |  | KATIEDILFK |  | AKRKRVFEHH |
| GQVRLGMMRH |  | LYVVVDGSRT |  | MEDQDLKPNR |  | LTCTLKLLEY |  | FVEEYFDQNP |
| ISQIGIIVTK |  | SKRAEKLTEL |  | SGNPRKHITS |  | LKEAVDMTCH |  | GEPSLYNSLS |
| MAMQTLKHMP |  | GHTSREVLII |  | FSSLTTCDPS |  | NIYDLIKTLK |  | AAKIRVSVIG |
| LSAEVRVCTV |  | LARETGGTYH |  | VILDESHYKE |  | LLTHHLSPPP |  | ASSSSECSLI |
| RMGFPQHTIA |  | SLSDQDAKPS |  | FSMAHLDGNT |  | EPGLTLGGYF |  | CPQCRAKYCE |
| LPVECKICGL |  | TLVSAPHLAR |  | SYHHLFPLDA |  | FQEIPLEEYN |  | GERFCYGCQG |
| ELKDQHVYVC |  | AVCQNVFCVD |  | CDVFVHDSLH |  | CCPGCIHKIP |  | APSGV      |

A: Аланін

C: Цистеїн

D: Аспарагінова кислота

E: Глутамінова кислота

F: Фенілаланін

G: Гліцин

H: Гістидин

I: Ізолейцин

K: Лізин

L: Лейцин

M: Метіонін

N: Аспарагін

P: Пролін

Q: Глутамін

R: Аргінін

S: Серин

T: Треонін

V: Валін

W: Триптофан

Кодований геном білок за функцією належить до фосфопротеїнів. 
Задіяний у таких біологічних процесах, як транскрипція, регуляція транскрипції, пошкодження ДНК, репарація ДНК. 
Білок має сайт для зв'язування з іонами металів, іоном цинку. 
Локалізований у ядрі.